# Col des Baraques
Le col des Baraques ou des Barraques est un col situé dans le Massif central en France. Il se trouve entre les départements de la Haute-Loire et de l'Ardèche, à une altitude de 1 072 mètres.

## Toponymie
Au Moyen Âge, les groupes de bergers en transhumance se rassemblaient sous forme de « baraques » ou « cabanes ». Ces structures étaient utilisées comme habitations temporaires pendant l'estive, lorsque les bergers s'installaient pendant la belle saison pour faire paître les troupeaux.

## Géographie

### Situation
Le col est dans les monts du Vivarais, à proximité du suc de Montrion et des Baraques. Il est accessible en prenant la route départementale 105 versant occidental, ou en empruntant la route départementale 121 versant oriental.

### Hydrographie
La Cance y prend sa source.

## Histoire
En 2017, le col a subi une réfection de sa voirie.

## Randonnée
Il est parcouru par le sentier de grande randonnée 420 et le sentier de grande randonnée 430.